# Subaru Corporation
Subaru Corporation (до 2017 року Fuji Heavy Industries, Ltd, яп. 富士重工業株式会社 Фудзі дзю: до: ге: кабусікі-ґайся, скорочено FHI) — японська корпорація, яка веде історію з часів авіабудівної компанії Накадзіма (заснованої приблизно в 1917 році), лідер японської літакобудівної промисловості часів Другої світової війни.  
Володіє брендом Subaru. Аерокосмічний підрозділ постачає номенклатуру фірмі Боїнг, виробляє вертольоти для Сил самооборони Японії, також виробляє літаки Raytheon Hawker і бізнес-джети Eclipse Aviation.

## Історія
FHI заснована 15 липня 1953 року злиттям 5 японських компаній. На сьогоднішній день штат співробітників складає 15 тис. чол. по всьому світу, 9 великих заводів і близько сотні країн збуту продукції.
На початку 90-х років компанія FHI випускала три серії власних автобусів - міжміський і два туристських з нормальним і підвищеним розташуванням салону. Не маючи власних сил протистояти конкуренції з боку більших японських виробників автобусів, в 1998 році фірма FHI розпочала співпрацю зі шведською компанією Volvo.
5 жовтня 2005 року Toyota придбала 8,7% акцій FHI у General Motors, яка володіла 20,1% з 1999 року. Пізніше GM продала решту 11,4% акцій на відкритому ринку, щоб розірвати всі зв'язки з FHI. 
FHI раніше заявляла, що 27 мільйонів акцій (3,4%) могли бути придбані до початку торгів 6 жовтня 2005 року невідомою стороною, і припускала, що до цього був причетний банк або, можливо, інший автовиробник.
12 травня 2016 року компанія оголосила про зміну назви на Subaru Corporation (вступило в дію в квітні 2017 року).
Toyota Motor Corporation володіє 16,5% FHI.